# Плотников, Сергей Сергеевич
Серге́й Серге́евич Пло́тников (род. 3 июня 1990, Комсомольск-на-Амуре, Хабаровский край) — российский хоккеист, нападающий клуба СКА.
Игрок сборной России. Чемпион мира 2014 года. Кавалер ордена Почёта (2014). Обладатель Кубка Гагарина 2017 года в составе СКА. Обладатель Кубка Гагарина 2022, 2023 года в составе ЦСКА.

## Биография
Игровую карьеру начал в Хабаровске, где выступал в системе «Амура». Первую шайбу за «Амур» забил 18 октября 2009 года в игре с рижским «Динамо». В дебютном сезоне сыграл 43 матча и набрал 12 очков. В 2012 году перешёл в «Локомотив», где провёл три года. Сезон 2015/16 провёл в НХЛ, где выступал за «Питтсбург» и «Аризону». Летом 2016 года стал игроком СКА. В составе армейцев по итогам сезона 2016/17 стал чемпионом России и обладателем Кубка Гагарина.
30 мая 2018 года подписал четырёхлетний контракт со СКА. Перед сезоном 2019/20 выбран капитаном команды.
16 мая 2020 года СКА обменял Плотникова в «Амур», который в свою очередь 28 мая 2020 года обменял его в магнитогорский «Металлург».
5 июля 2021 года клуб расторг контракт, а на следующий день Плотников стал игроком ЦСКА. В апреле 2022 года вместе с армейским клубом выиграл Кубок Гагарина, а в июле подписал новое двухлетнее соглашение с ЦСКА.
По решению МОК был лишен права выступать на Олимпиаде в Пхёнчхане в 2018 году из-за подозрений в употреблении допинга.
В 2018 году снялся в сериале «Молодёжка» (1-я серия, 6-й сезон).
9 января 2024 сделал свой второй хет-трик в КХЛ в игре против «Торпедо» (7:2), забросив три шайбы в матче подряд. 24 мая 2024 года подписал четырёхлетний контракт со СКА.
23 октября 2024 года сделал хет-трик в ворота «Куньлуня» (8:0). 18 ноября 2024 года стал седьмым хоккеистом в истории КХЛ, забросившим 200 шайб в регулярных сезонах. Плотникову понадобилось для этого 768 матчей. 27 декабря 2024 года сделал три голевые передачи в матче против «Сочи» (5:4). Вторая передача стала для Плотникова 250-й в КХЛ, он стал 10-м хоккеистом в истории, достигшим этой отметки.
Входит в топ-10 лучших снайперов и бомбардиров, а также в топ-10 по сыгранным матчам в истории регулярных сезонов КХЛ, проведя более 750 матчей и набрав более 400 очков.

## Достижения
- Трехкратный обладатель Кубка Гагарина в составе СКА (2017) и ЦСКА (2022, 2023)
- Чемпион мира (2014), серебряный призёр чемпионата мира 2015, бронзовый призёр чемпионата мира 2016, 2017 и 2019
- Серебряный призёр Олимпийских игр (2022)
- Серебряный призёр чемпионата России в составе СКА (2020), бронзовый призёр КХЛ в составе Локомотива (2014), бронзовый призёр чемпионата России и КХЛ в составе СКА (2018, 2019)
- Участник Матча звёзд КХЛ (2015)
- Обладатель Кубка Континента в составе СКА (2018)

## Статистика
| Легенда | Легенда                    | Легенда | Легенда                   | Легенда | Легенда    |
| ------- | -------------------------- | ------- | ------------------------- | ------- | ---------- |
| И       | Количество проведённых игр | Штр     | Штрафное время            | +/−     | Плюс-минус |
| Г       | Голы                       | П       | Голевые передачи          | О       | Очки       |
| -       | Статистика неизвестна      | —       | Статистика не учитывалась |         |            |

## Награды
- Орден Почёта (26 мая 2014 года) — за большой вклад в победу национальной сборной команды России по хоккею на чемпионате мира 2014 года[15]
- Медаль ордена «За заслуги перед Отечеством» I степени (25 февраля 2022 года) — за высокие спортивные достижения, волю к победе, стойкость и целеустремлённость, проявленные на XXIIV Олимпийских зимних играх 2022 года в городе Пекине (Китайская Народная Республика)[16]
- Заслуженный мастер спорта России (2014)[17]